# NGC 1784
NGC 1784 est une galaxie spirale barrée située dans la constellation du Lièvre. ngc 1784 a été découverte par l'astronome britannique John Herschel en 1836.

## Caractéristiques
Sa vitesse par rapport au fond diffus cosmologique est de 2 318 ± 3 km/s, ce qui correspond à une distance de Hubble de 34,2 ± 2,4 Mpc (∼112 millions d'al).
À ce jour, 27 mesures non basées sur le décalage vers le rouge (redshift) donnent une distance de 24,341 ± 4,440 Mpc (∼79,4 millions d'al), ce qui est à l'extérieur des valeurs de la distance de Hubble. Notons que c'est avec la valeur moyenne des mesures indépendantes, lorsqu'elles existent, que la base de données NASA/IPAC calcule le diamètre d'une galaxie et qu'en conséquence le diamètre de NGC 1784 pourrait être d'environ 44,8 kpc (∼146 000 al) si on utilisait la distance de Hubble pour le calculer.
La classe de luminosité de NGC 1784 est III et elle présente une large raie HI.